# Патада
Пата̀да (на италиански: Pattada; на сардински: Patada) е малко градче и община в Южна Италия, провинция Сасари, автономен регион и остров Сардиния. Разположено е на 794 m надморска височина. Населението на общината е 3283 души (към 2010 г.).